# Hymne Nationale Voltaïque
Hymne Nationale Voltaïque war die Nationalhymne Obervoltas von 1960 bis 1984. Melodie und Text wurden von dem Geistlichen Robert Ouedraogo gestaltet. Der Autor weigerte sich bewusst, der Hymne einen militärmusikalischen Charakter zu geben und griff für die Komposition auf eine einheimische folkloristische Melodie zurück. Die erste öffentliche Aufführung erfolgte während der Unabhängigkeitsfeiern in der Nacht zum 5. August 1960. 
Die Hymne wurde am 4. August 1984 durch die aktuelle Nationalhymne Ditanyè abgelöst, als im Zuge der Umbenennung des Landes in Burkina Faso auch die staatlichen Symbole geändert wurden. 

## Französischer Text
Fière Volta de mes aieux,
Ton soleil ardent et glorieux
Te revêt d'or et de clarté
Ô, Reine drapée de loyauté !
CHORUS
Nous te ferons et plus forte, et plus belle
A ton amour nous resterons fidèles
Et nos coeurs vibrant de fierté
Acclameront ta beauté
Vers l'horizon lève les yeux
Frémis aux accents tumultueux
De tes fiers enfants tous dressés
Promesses d'avenir caressées
CHORUS
Le travail de ton sol brûlant
Sans fin trempera les cœurs ardents,
Et les vertus de tes enfants
Le ceindront d'un diadème triomphant.
CHORUS
Que Dieu te garde en sa bonté,
Que du bonheur de ton sol aimé,
L'Amour des frères soit la clé,
Honneur, Unité et Liberté.

## Deutsche Übersetzung
Stolzer Volta meiner Vorväter,
Deine Sonne, glühend und glorreich
Kleidet Dich in Gold und Helligkeit,
O Königin, drapiert in Loyalität.
REFRAIN
Wir machen Dich noch stärker und schöner,
Wir werden treu zu Deiner Liebe stehen,
Und unsere Herzen, vibrierend vor Stolz,
Werden Deine Schönheit rühmen.
Zum Horizont erhebe Deine Augen
Erbebend von den aufbrausenden Stimmen
Deiner stolzen Kinder, die bereitstehen,
Das Versprechen einer gesegneten Zukunft.
REFRAIN
Die Arbeit auf Deinem brennenden Boden
Stählt Deine glühenden Herzen ohne Ende,
Und die Werte Deiner Kinder
Werden sie mit triumphierendem Diadem krönen.
REFRAIN
Möge Gott Dich in seiner Güte beschützen;
Das Glück Deiner geliebten Erde,
Möge brüderliche Liebe der Schlüssel sein
Ehre, Einheit und Freiheit.
REFRAIN